# オルサーラ・ボルミダ
オルサーラ・ボルミダ（伊: Orsara Bormida）は、イタリア共和国ピエモンテ州アレッサンドリア県にある、人口約400人の基礎自治体（コムーネ）。

## 地理

### 位置・広がり
| 隣接するコムーネは以下の通り。 - モンタルド・ボルミダ - モルサスコ - リヴァルタ・ボルミダ - ストレーヴィ - トリゾッビオ |

### 地震分類
イタリアの地震リスク階級 (it) では、3 に分類される
。

## 行政

### 分離集落
オルサーラ・ボルミダには、以下の分離集落（フラツィオーネ）がある。
- Moglia, Piano, San Quirico, Uvallare